# Нагорода імені Гордона Соєра
Нагорода імені Гордона Соєра (англ. Gordon E. Sawyer Award) — спеціальна нагорода  американської кіноакадемії. Її присуджують інженерам-винахідникам, які за допомогою різних технологічних розробок в області розвитку і удосконалення кінотехніки зробили свій внесок у зміцнення авторитету світового кінематографа.
Премію названо на честь Гордона Соєра — відомого звукорежисера, триразового лауреата премії «Оскар» і керівника відділу звукозапису студії Семюеля Голдуіна, в пам'ять про його виняткові заслуги перед кіноіндустрією. Нагорода являє собою стандартну статуетку «Оскар» з вигравіюваними на постаменті назвою нагороди та ім'ям лауреата. Була заснована американською кіноакадемією в 1981 році, на наступний рік після смерті Соєра.
Нагороду імені Гордона Соєра вручають разом з  нагородами за науково-технічні досягнення на окремій церемонії, яка зазвичай проходить за кілька днів до основної церемонії вручення нагород премії «Оскар».

## Список лауреатів
- 1981 — Джозеф Вокер (Joseph Walker[en])
- 1982 — Джон Аалберг (John O. Aalberg[en])
- 1983 — доктор Джон Дж. Фрейні (John G. Frayne[en])
- 1984 — Лінвуд Дж. Данн (Linwood G. Dunn)
- 1987 — Фред Хайнс (Fred Hynes[en])
- 1988 — Гордон Генрі Кук (Gordon Henry Cook)
- 1989 — П'єр Енженю (Pierre Angénieux[en])
- 1990 — Стефан Кудельський (Stefan Kudelski)
- 1991 — Рей Гаррігаузен(Ray Harryhausen)
- 1992 — Еріх Кестнер (Erich Kästner[en])
- 1993 — Петро Влахос (Petro Vlahos[en])
- 1995 — Дональд Роджерс (Donald C. Rogers)
- 1997 — Дон Айверкс (Don Iwerks[en])
- 1999 — доктор Родерік Т. Райан (Roderick T. Ryan)
- 2000 — Ірвін У. Янг (Irwin W. Young)
- 2001 — Едмунд М. Ді Джуліо (Edmund M. Di Giulio)
- 2003 — Пітер Д. Паркс (Peter D. Parks)
- 2004 — Такуя Міядзіміса (Takuo Miyagishima[en])
- 2005 — Гері Демос (Gary Demos)
- 2006 — Рей Фіні (Ray Feeney)
- 2007 — Девід Грефтон (David A. Grafton)
- 2008 — Едвін Кетмелл (Edwin Catmull)
- 2011 — Дуглас Трамбалл (Douglas Trumbull[en])
- 2013 — Пітер В. Андерсон (Peter W. Anderson[en])
- 2014 — Девід В. Грей (David W. Gray)
- 2017 — Джонатан Ерланд (Jonathan Erland)